# Lágrimas asesinas
Lágrimas asesinas, título que en alemán es Killer tränen, es una película coproducción de Argentina y Alemania en blanco y negro, que consta de 73 folioscopios o flip books de 29 cuadros cada uno, ubicados en el perímetro de la sala de exposición fijados a un estante que se estrenó el 9 de mayo de 2001 en la Galería Ruth Benzacar en la ciudad de Buenos Aires. Cada visitante-espectador acciona con sus manos los foloscopios creando la ilusión de movimiento.

## Sinopsis
Un hombre que vio frustrada su carrera como pintor advierte que sus lágrimas son un arma mortal y comienza su exitosa carrera como artista de éxito y asesino serial.

## El formato
folioscopio o filoscopio (flip book o flick book, en inglés) es un libro que contiene una serie de imágenes que varían gradualmente de una página a la siguiente, para que, cuando las páginas se pasen rápidamente, las imágenes parezcan animarse simulando un movimiento u otro cambio. Son ilustrados usualmente por niños, pero pueden estar también orientados a adultos y emplear una serie de animaciones. 
Se trata esencialmente de una animación y ya en 1760 Philippe Jacob Lautenburger elaboró un cuaderno en el que dibujó en las páginas impares una imagen. En cada página aparecía la misma figura en distintas fases de un movimiento. Al pasar las páginas del cuaderno rápidamente se producía la ilusión de movimiento de la figura. Esto se lograba además por el hecho de que todas las figuras tenían el mismo tamaño y ocupaban el mismo lugar en las respectivas páginas. Ya en 1898 Henry William Short patentó el filoscopio, cambiando en este caso los dibujos por fotografías. Este mecanismo se comercializó con las hojas del cuaderno introducidas en una pequeña caja de madera que las mantenía por un lado presionadas, activando el mecanismo de forma automatizada al presionar una pequeña palanca. En 1948 comenzó a comercializarse en Estados Unidos una cámara automática para la producción de folioscopios y en 2007, Walt Disney Animation Studios había comenzado a colocar al comieno de sus películas un logo de producción que evocaba un folioscopio pues comenzaba con una hoja de papel en blanco que, a medida que las páginas se iban dando vuelta mostraban progresivamente los rasgos de su personaje Mickey Mouse.

## Reparto
Participaron del filme los siguientes intérpretes:
- Matthias Gorenflos
- Miguel Rothschild
- Tonja Salomon
- Till Straumann
- María Marta Pichel
- Gustavo Frei
- Nancy Edelman

## Comentarios
Knut Ebeling en el Berliner Zeitung dijo que:

”Rotschild consigue contar historias verdaderamente conmovedoras con los desvalorizados géneros del kitsch y melodrama, película clase B y fotonovela. Su mezcla de mitos tiene al mismo tiempo liviandad, ironía y compasión de sí mismo.” (trad.del alemán)

Manrupe y Portela escriben:

”Desde el comienzo al fin, toda la obra tiene la estética de una película. Pero el formato no es ni fílmico ni video de ningún paso…Una propuesta desafiante y verdaderamente original, con un manejo de la imagen efectista, en una historia amarga acerca del dolor del acto creativo.”